# Герман-Еріх Фойгтлендер-Тецнер
Герман-Еріх Фойгтлендер-Тецнер (нім. Hermann-Erich Voigtländer-Tetzner; 14 червня 1877, Чепплін — 11 березня 1945, Дрезден) — німецький офіцер, генерал-майор вермахту.

## Біографія
Син власника лицарської мизи Рудольфа Фойгтлендера і його дружини Маргарити, уродженої Вобст. 1 квітня 1897 року вступив в Саксонську армію, служив в артилерії. Учасник Першої світової війни. Після демобілізації армії залишений в рейхсвері. 31 січня 1928 року звільнений у відставку. Наступного дня повернувся в армію як цивільний службовець (з 1 жовтня 1933 року — офіцер земельної оборони, з 5 березня 1935 року — служби комплектування) командування 4-го військового округу. З 1 жовтня 1935 року — командир військового району «Дрезден-1». 30 червня 1937 року звільнений у відставку.
7 вересня 1939 року призваний в армію і призначений командиром 223-го запасного артилерійського дивізіону в Брюксі. З 27 січня 1940 року — командир 4-го запасного артилерійського полку в Дрездені. 31 липня 1942 року звільнений у відставку.

## Звання
- Фанен-юнкер (1 квітня 1897)
- Фенріх (25 жовтня 1897)
- Лейтенант (21 серпня 1898)
- Оберлейтенант (27 січня 1906)
- Гауптман (22 травня 1912)
- Майор (1 жовтня 1920)
- Оберстлейтенант (1 лютого 1927)
- Оберст запасу (1 лютого 1928)
- Оберстлейтенант земельної оборони у відставці (1 жовтня 1933)
- Оберст служби комплектування (1 жовтня 1935)
- Генерал-майор до розпорядження (1 жовтня 1941)

## Нагороди
- Залізний хрест 2-го і 1-го класу
- Військовий орден Святого Генріха, лицарський хрест
- Орден Альберта (Саксонія), лицарський хрест 1-го класу з мечами і короною
- Королівський орден дому Гогенцоллернів, лицарський хрест з мечами
- Медаль «За вислугу років» (Саксонія) 1-го класу (21 рік)
- Почесний хрест ветерана війни з мечами
- Медаль «За вислугу років у Вермахті» 4-го, 3-го, 2-го, 1-го і особливого класу (40 років)
- Хрест Воєнних заслуг 2-го і 1-го класу з мечами